# Arma biològica
Una arma biològica és un organisme o toxina que pot matar o emmalaltir persones, el bestiar o les collites. Els tres grups bàsics d'agents biològics amb major probabilitat de ser utilitzats com armes són bacteris, virus i toxines.
Les armes biològiques es poden utilitzar en diverses maneres per obtenir un avantatge estratègic o tàctic sobre l'adversari. Aquests agents poden ser o no letals i el seu objectiu pot ser només un individu o un grup de persones o fins i tot total una població. Poden ser desenvolupades, adquirides, emmagatzemades o desplegades per un país o per grups no nacionals; en aquest segon cas o si un estat les fa servir clandestinament, es considera que és una acció de bioterrorisme.
Hi ha una superposició entre guerra biològica i guerra química.

Símbol internacional de perill biològic.

La guerra biològica ofensiva, incloent la seva producció en massa, emmagatzemar-ne reserves i l'ús d'armes biològiques es va posar fora de la llei per la Convenció sobre Armes Biològiques (Biological Weapons Convention, BWC) de l'any 1972. Aquest tractat ha estat ratificat per 163 països. Molts països signataris o no tenen programes per fer recerca científica per a protegir-se contra la guerra biològica, la qual cosa no està pas prohibida per aquesta Convenció.

## Descripció general

### Classes d'armes biològiques
Els agents biològics que poden ser usats com a armes són principalment bacteris, virus i toxines.
Els bacteris són organismes procariotes que viuen lliurement i que es reprodueixen per divisió simple i solen ser fàcils de cultivar. Les malalties que produeixen els bacteris patògens sovint responen al tractament amb antibiòtics.
Els virus requereixen organismes vivents per reproduir-se. Causen malalties que no responen a antibiòtics; no obstant això, els antivirals són eficaços. Hi ha hagut programes d'investigació genètica per produir les anomenades quimeres, virus recombinats que tenen les característiques de diversos antecessors.
Les toxines són substàncies verinoses que es troben i s'extreuen de plantes, animals o microorganismes vius; algunes toxines poden produir-se o alterar-se per mitjans químics. Algunes toxines poden tractar-se amb antitoxines específiques i fàrmacs selectes.

### Funció
Les armes biològiques ón utilitzades per causar dany a les persones, d'igual manera són utilitzades per matar, incapacitar i impedir seriosament a un enemic.
També poden danyar els animals i els aliments consumits pels humans.
Són la resposta lògica a la necessitat de destruir o incapacitar un enemic sense acabar amb les seves armes o la zona en la qual es troba que pot ser la raó de la disputa.

### Formes de dispersió
La majoria dels agents biològics són difícils de cultivar i mantenir. Molts es descomponen ràpidament quan estan exposats a la llum solar i altres factors del medi ambient, mentre que d'altres, com ara les espores de Bacillus anthracis —agent causal del carboncle— tenen una vida llarga. Poden dispersar-se ruixant-los a l'aire o infectant els animals que transmeten la malaltia als humans a través de la contaminació dels aliments i l'aigua. La dispersió d'aquest tipus d'armes és també complexa, donada la fragilitat dels ens vius que la componen, i sol fer-se de les següents formes:
- Aerosols –agents biològics que es dispersen en l'aire, formant una rosada fina que pot estendre's per quilòmetres, normalment llançats des d'avions o mitjançant bombes o míssils. Inhalar l'agent pot causar malalties en les persones o els animals. Aquest és el mètode militar estàndard.
- Animals –algunes malalties es propaguen per mitjà d'insectes i animals, així com puces, mosques i mosquits. Propagar deliberadament malalties a través del bestiar també es denomina agroterrorisme.
- Contaminació dels aliments i l'aigua –alguns organismes i toxines patogèniques poden persistir en els subministraments d'aigua i aliments, o ser-hi llançats deliberadament. La majoria dels microbis poden matar-se i les toxines poden desactivar-se cuinant els aliments i bullint l'aigua.

Als Estats Units, a finals de 2001, espores de Bacillus anthracis van ser enviades per correu a persones del govern i els mitjans de comunicació. Aquestes espores són elaborades en forma d'una pols blanca. Les màquines de classificació de la correspondència postal i en obrir les cartes va dispersar les espores en forma d'aerosols. Hi va haver algunes morts com a resultat d'això. L'efecte era interrompre el servei de correus i causar pànic general entre la població pel que fa al maneig de la correspondència lliurada.
La propagació de persona a persona d'alguns agents infecciosos també és possible. Els humans han estat la font d'infeccions de verola, pesta bubònica i els virus Lassa.

## Història
En els llibres redactats per Sext Juli Frontí (al voltant de l'any 90 d. C.) s'esmenten accions com introduir eixams d'abelles en els túnels, llançar contra les naus enemigues recipients plens de serps verinoses, deixar lliures feres famolenques contra els assetjats, llançar dins de les muralles carronya d'animals en descomposició, etc.
Als Estats Units, la població nativa americana va ser delmada després del contacte amb habitants del Vell Món a causa de la introducció de moltes i diferents malalties letals. Hi ha dos casos documentats de presumptes i intentades guerres amb organismes patògens. El primer, durant un parlament a Fort Pitt el 24 de juny de 1763, Ecuyer va donar als representants dels assetjants Delaware dues flassades i un mocador que havien estat infectats amb verola, esperant que estenguessin la malaltia als nadius amb vista a acabar amb l'assalt. William Trent, el comandant de la milícia, va deixar registres que clarament indicaven que la proposta de donar-los les flassades era «per transmetre la verola als indis».
Durant la Guerra de Secessió dels Estats Units, el general Sherman va informar que les forces Confederades van disparar animals de granja en estanys d'aigua que la Unió depenia. Això hauria fet l'aigua impossible de ser utilitzada, encara que els veritables riscos de salut provinents de cadàvers humans i d'animals que no van morir de malaltia són mínims.
Durant la Guerra Sino-japonesa (1937-1945) i la Segona Guerra Mundial, la Unitat 731 de l'Exèrcit Imperial Japonès va conduir experiments en humans, la majoria presoners xinesos, russos i nord-americans. En campanyes militars, l'exèrcit japonès va usar armes biològiques en soldats i civils xinesos.
Per exemple, en 1940, l'Exèrcit Imperial Japonès va bombardejar Ningbo amb bombes de ceràmica plenes de puces carregades amb la pesta bubònica. Una pel·lícula mostrant aquesta operació va ser vista pels prínceps imperials Tsuneyoshi Takeda i Takahito Mikasa durant una escenografia feta per la ment mestra Shiro Ishii.
No obstant això, algunes operacions van ser inefectives a causa dels ineficients sistemes de lliurament, usant insectes portadors de malalties més que dispersant l'agent com un núvol d'aerosol. S'estima que 400.000 xinesos van morir com a resultat directe de les proves d'armes biològiques en els camps japonesos.
Durant els Judicis de Crims de Guerra de Khabàrovsk, els acusats com el Major general Kiyashi Kawashima, van atestar que des de 1941 uns 40 membres de la Unitat 731 van llançar des de l'aire puces contaminades amb pesta a Changde. Aquestes operacions van causar brots epidèmics de pesta.

## Cronologia històrica delseglexx

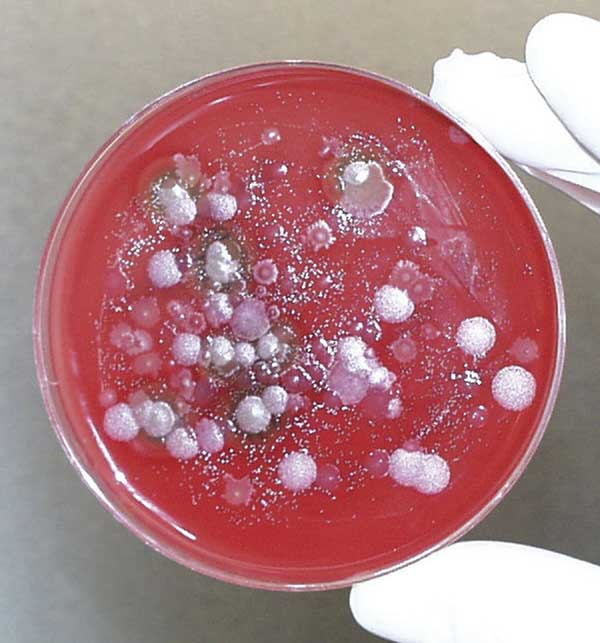
Un cultiu de Bacillus anthracis, l'agent causant del carbunc

Vint-i-cinc països van signar la Conferència de la Haia de 1899 que en una de les seves clàusules expressa que els estats signataris es comprometen en no usar projectils que el seu únic objectiu sigui la d'alliberar gasos asfixiants o verinosos.
- Guerra russo-japonesa: les aeronaus japoneses disparen contra les russes magranes carregades amb gasos verinosos.[cal citació]
- Segona Convenció de la Haia (18 d'octubre de 1907) Es renova la prohibició d'armes químiques i la utilització d'avions en la guerra. Cinc de les potències que després van prendre part en la Primera Guerra Mundial no van signar.[cal citació]

- 1914-1918: Primera Guerra Mundial: s'utilitzen armes químiques: gasos asfixiants com el clor, brom, perclorometilmercaptà, clorur de carbonil (fosgen), èsters cianofòrmics (Zyklon), etc., gasos vesicants com fenilcloroarsina (PD), di(2-cloroetil) sulfur (mostassa) etilbromoarsina, etildicloroarsina (dick) entre d'altres, i gasos lacrimògens com bromoacetona, cloroacetona, gasos invalidants com acroleïna (papite), àcid cianhídric, bromur de cianogen, bromoacetat d'etil i molts altres més.[cal citació] (vegeu Gas verinós en la Primera Guerra Mundial)

- 1925: Protocol de Ginebra: es prohibeix l'ús d'armes químiques i biològiques en la guerra[5]

- 1936: A Alemanya es descobreix el gas neurotòxic tabún[cal citació]

- 1932-1945: S'empren armes químiques: mostassa i sulfur de cloroetilé a Etiòpia. Els anglesos experimenten amb el Bacillus Anthracis disseminant-lo a l'illa de Gruinard, encara contaminada (principalment per pesta). En 1944 els aliats posen a punt una arma bacteriològica (aparentment botulina) capaç d'aniquilar la vida humana en una zona determinada, però deixant intactes les instal·lacions.[cal citació]

Es fa ús de bombes de fòsfor blanc o carregades amb altres materials incendiaris són llançades pels aliats sobre l'Alemanya nazi en 1943.
Els Estats Units comença a usar napalm llançant-lo sobre Tòquio, convertint la ciutat en un enorme forn crematori. Després, mesos més tard és usat a Okinawa.
- 1937-1945: Segona guerra sino-japonesa i Segona Guerra Mundial. L'Exèrcit Imperial Japonès i el seu Esquadró 731, que va emprendre letals experiments sobre humans, va emprar armes biològiques contra la Xina. Són emprades també armes químiques: el gas vesicant mostassa i els gasos invalidants difenilcloroarsina (CN) i difenilcianoarsina (Clark II).[cal citació]

- 1952: Ràdio Corea anuncia que l'exèrcit nord-americà ha emprat armes bacteriològiques. Si bé les fonts oficials desmenteixen el fet, fins ara es desconeix la veritat.[cal citació]

- 1964: Guerra de Vietnam: els portaveus militars nord-americans admeten sense reticències l'ús de defoliants coneguts com a agents "Taronja" (2,4,5-T), "Porpra", "Blano" i "Blava" (Herbicides arc de Sant Martí).[cal citació]

- 1972: Estats Units, la Unió Soviètica i més de 100 països signen la Convenció d'Armes Biològiques;[6] els Estats Units i la Unió Soviètica signen el Tractat sobre Míssils Antibal·lístics.[cal citació]

- 1979: A la Unió Soviètica, espores de Bacillus anthracis alliberades accidentalment, provoquen la mort per carboncle d'almenys 68 persones.[cal citació]

- 1980: S'eradica oficialment la verola.[cal citació]

- 1991 L'ONU ordena a l'Iraq destruir totes les seves armes i tecnologia relacionades.[cal citació]

- La Unió Soviètica es dissol, els Estats Units inicia un programa d'ajuda de no proliferació en l'extinta Unió Soviètica.[cal citació]

- 1993: S'inicia la signatura de la Convenció d'Armes Químiques. (el cap de l'Agència Russa de Municions va manifestar que tant els Estats Units com Rússia estaven retardant diversos anys per poder aconseguir la data límit del 2007, imposada per la convenció per destruir les seves reserves d'armes químiques. Només a Rússia hi ha 40 mil tones d'agents químics).[cal citació]

- 1994: Membres de la secta religiosa Aum Shinrikyō allibera gas Sarín al metro de Tòquio.[cal citació]

## Característiques de les armes biològiques

### Armes biològiques antipersonals
Les característiques ideals de les armes biològiques que tenen com a objectius als éssers humans són una infectivitat alta, alta potència, disponibilitat de vacunes i llançament com un aerosol.
Les malalties que són més probables de ser considerades per a ús d'armes biològiques competeixen a causa de la seva letalitat (si són llançades eficientment) i robustesa (en fer factible el llançament per aerosol). Per la seva banda, els agents biològics usats en armes biològiques poden ser fabricats sovint amb rapidesa i fàcilment. La dificultat principal no és la producció de l'agent biològic, sinó el llançament en una forma efectiva a l'objectiu vulnerable.
Per exemple, Bacillus anthracis és considerat un agent efectiu per diverses raons. En primer lloc, forma espores fortes, perfectes per a la seva dispersió en aerosols. En segon lloc, les infeccions pneumonals (de pulmó) produïdes pel carboncle usualment no causen infeccions secundàries en altres persones. Després, l'efecte de l'agent queda usualment confinat a l'objectiu. Una infecció pneumonal causada per l'àntrax comença amb els símptomes d'un refredat ordinari i ràpidament es torna letal, amb una taxa de mortalitat del 90 per cent o major. Finalment, el personal amic pot ser protegit amb antibiòtics adequats. Un atac massiu que utilitzi espores d'aquest bacteri requeriria la creació de partícules d'aerosol d'1,5 a 5 micròmetres. Si fos molt gran l'aerosol seria filtrat pel sistema respiratori. Mentre que si fos molt petit, l'aerosol seria inhalat i exhalat. Així mateix, a aquesta grandària, les pólvores no conductives tendeixen a aglutinar-se i adherir-se a causa de les càrregues electroestàtiques, la qual cosa impedeix la dispersió. Per això, el material ha de ser tractat per aïllar i descarregar les càrregues. L'aerosol ha de ser llançat de manera que ni la pluja ni el sol ho descompongui i el pulmó humà pugui ser infectat. Aquestes són només algunes de les dificultats tecnològiques que existeixen.
Les malalties considerades per ser usades com a armes, o conegudes per ser utilitzades com a tals, inclouen el carboncle (TR), ébola, virus de Marburg, plaga (LI), còlera (HO), tularemia (SR & JT), brucelosis (US, AB & AM), febre Q (OU), febre hemorràgica boliviana, coccidioidomicosis (OC), borm (LA), melioidosis (HI), shigella (I), febre de les Muntanyes Rocoses(UY), tifus (YE), psitacosis(SI), febre groga (UT), encefalitis japonesa B (AN), febre de la vall del Rift (FA) i la verola (ZL). Toxines sorgides naturalment que poden ser usades com a armes, inclouen ricina (WA), SEB (UC), toxina botulínica (XR), saxitoxina (TZ) i moltes micotoxines. Els organismes que causen aquestes malalties són coneguts com a agents selectes. Als Estats Units, la seva possessió, ús i transferència són regulats pel Programa Agent Selecte del Centre de Control i Prevenció de Malalties.

### Armes biològiques antiagrícoles
Les armes biològiques també poden tenir com a objectiu plantes específiques per destruir cultius o defoliar vegetació. Els Estats Units i el Regne Unit van descobrir reguladors de creixement de les plantes (per exemple, herbicides) durant la Segona Guerra Mundial i van iniciar un programa d'armes herbicides que va ser utilitzat eventualment a Malàisia i Vietnam en la contrainsurgència. Encara que els herbicides són químics, sovint són agrupats amb les armes biològiques com biorreguladors de manera similar a les biotoxines.
Estats Units va desenvolupar la seva capacitat de destrucció de cultius durant la Guerra Freda que va usar bioherbicides per a malalties de plantes o micoherbicides per destruir l'agricultura de l'enemic. Es creia que la destrucció de l'agricultura de l'enemic en una escala estratègica podia frustrar l'agressió sinó-soviètica en una guerra general. Malalties tals com la rosegui del blat i la rosegui de l'arròs poden ser convertides en armes carregant tancs per ruixats aeris i bombes de dispersió per llançar-les a aigües enemigues que reguin regions agrícoles per iniciar epifitòtiques (epidèmies entre les plantes). Quan Estats Units va abandonar el seu programa d'armes biològiques ofensives en 1969 i 1970, la vasta majoria del seu arsenal biològic estava compost d'aquestes malalties de plantes.
En la dècada de 1980, el ministeri soviètic d'Agricultura va desenvolupar reeixidament variants de glosopeda i pesta bovina contra vaques, febre porcina africana per a porcs i psitacosis per matar pollastres. Aquests agents eren preparats per ser ruixats des de tancs acoblats a avions des de centenars de quilòmetres. El programa secret va ser nomenat: «Ecologia».
Atacar animals és una altra àrea de les armes biològiques que té com a propòsit eliminar recursos animals que podrien ser utilitzats com a transport o menjar. En la Primera Guerra Mundial, agents alemanys van ser arrestats en un intent per inocular animals amb àntrax i es creia que eren responsables de brots de borm en cavalls i mules. Els britànics van contaminar pastissos amb àntrax en la Segona Guerra Mundial com un mig potencial d'atacar bestiar alemany, però mai van usar aquesta arma.
Sense connexió amb les guerres, els éssers humans han introduït deliberadament la malaltia de conills mixomatosis, originària de Sud-amèrica, a Austràlia i Europa, amb la intenció de reduir la població de conills, la qual cosa ha tingut resultats devastadors però temporals, amb poblacions de conills salvatges reduïdes a una fracció de la seva grandària original, però els supervivents van desenvolupar immunitat i es van incrementar novament.